# Bodiluddelingen 1954
Bodiluddelingen 1954 blev afholdt den 27. april 1954 i World Cinema-biografen i København og markerede den 7. gang at Bodilprisen blev uddelt.
Uddelingen blev en succes for instruktør Lau Lauritzen Jr., som tidligere i samarbejde med Bodil Kjer havde modtaget prisen for bedste danske film tre gange; i 1949 for Støt står den danske sømand, i 1951 for Café Paradis, og i 1952 for Det sande ansigt. For hans instruktion af filmen Farlig ungdom kunne han tage prisen for bedste danske film med hjem for fjerde gang - en rekord som endte med at stå i knap 40 år indtil Nils Malmros i 1993 modtog sin fjerde Bodil for bedste danske film for filmen Kærlighedens smerte⁹.

## Vindere
| Bedste mandlige hovedrolle            | Bedste kvindelige hovedrolle           |
| ------------------------------------- | -------------------------------------- |
| - Angelo Bruun for Hendes store aften | - Tove Maës for Himlen er blaa         |
| Bedste mandlige birolle               | Bedste kvindelige birolle              |
| - ikke uddelt                         | - ikke uddelt                          |
| Bedste danske film                    | Bedste amerikanske film                |
| - Farlig ungdom af Lau Lauritzen Jr.  | - Julius Cæsar af Joseph L. Mankiewicz |
| Bedste europæiske film                | Bedste dokumentarfilm                  |
| - Forbudte lege af René Clement       | - ikke uddelt                          |